# اولین بویکس
اِولین بُویکس (فرانسوی: Évelyne Bouix‎؛ زادهٔ ۲۲ آوریل ۱۹۵۳) یک هنرپیشه سینما و تئاتر اهل فرانسه است. از سال ۱۹۷۰ تا کنون در ۶۱ فیلم نقش آفرینی کرده‌است.
از فیلم‌ها یا برنامه‌های تلویزیونی که وی در آنها نقش داشته‌است می‌توان به آثار زیر اشاره کرد:
- بینوایان (فیلم ۱۹۸۲) (۱۹۸۲)
- یکی و دیگری (۱۹۸۴)
- بومارشه، گستاخ (۱۹۹۶)
- یک روز در موزه (۲۰۰۸)